# Bandung
Bandung è una città dell'Indonesia, capoluogo della provincia di Giava Occidentale. È un'area metropolitana in costante crescita, stimata attorno agli 8 360 000 abitanti. Negli anni ottanta la città ha conosciuto un rapido sviluppo industriale diventando il centro dell'industria tessile del paese. La città ha strutture avanzate di ricerca nucleare e importanti industrie aeronautiche. Oggi è nota per il grande numero di caffè, centri commerciali, bar e locali alla moda. Per questo motivo è anche chiamata la "Parigi di Giava". Bandung è anche sede di numerose tra le migliori università indonesiane.

## Geografia
Circondata da montagne di origine vulcanica, si trova all'interno dell'isola di Giava, a circa 800 m di altitudine, si trova a 180 km a sud-est di Giacarta. È stata sede della Compagnia olandese delle Indie orientali,

## Storia
La città fu fondata nel 1810 dagli olandesi.
Nel 1955 la città fu sede di un importante incontro internazionale, la conferenza afroasiatica di Bandung, diretto ai Paesi non allineati del cosiddetto "Terzo mondo".
Oltre a numerose università, Bandung ospita il più importante istituto vulcanologico del Paese.

## Amministrazione

### Gemellaggi
Bandung è gemellata con:
- Braunschweig, dal 1960
- Fort Worth, dal 1990
- Suwon, dal 2003

## Monumenti e luoghi d'interesse
- Kawah Putih (lago bianco)
- Tangkuban Perahu (vulcano)
- Museo geologico di Bandung